# Васильев, Максим Игоревич
Максим Игоревич Васильев (род. 15 апреля 1968 года) — российский государственный и политический деятель. Депутат Государственной думы Федерального собрания Российской Федерации III созыва.

## Биография
Учился в Московском институте электронной техники (МИЭТ). Ушёл в армию, где служил с 1987 по 1989 год. С 1989 учился на факультете журналистики МГУ и одновременно на экономическом факультете того же вуза.
Работал в НПО по производству шин и кровельных материалов. Начал с торговли книгами. С июля 1992 — директор ИЧП «Торгово-финансовый центр „Максим“». Был брокером на Российской товарно-сырьевой бирже. С 1993 Васильев — генеральный директор Группы компаний «Максим». В 1995 году учредил ЗАО «Национальная нефтехимическая компания». С июля 1997 являлся президентом финансово-промышленной группы «Нефтехимпром».
19 декабря 1999 избрался по Подольскому одномандатному округу № 112 депутатом Государственной думы III созыва (20,83 % голосов «за»). В новом созыве думы в январе 2000 вошёл в депутатскую фракцию «Отечество — Вся Россия», был избран членом политсовета Московской областной организации. В Думе был членом комитета по бюджету и налогам. Впоследствии был помощником губернатора Подмосковья Бориса Громова.
21 апреля 2009 года Басманном суде Москвы признал Максима Васильева и его помощника Константина Долгих виновными по двум эпизодам «мошенничества в особо крупном размере» (ч. 4 ст. 159 УК РФ). Уголовное дело связано с продажей холдингу «Марта» недостроенного здания на улице Перерва, 54 и сети «Продмак», в которую входили 16 супермаркетов в спальных районах Москвы. Супермаркеты в 2003 году продавались вместе с товарами, однако, как определел суд, Васильев присвоил себе товары на сумму почти 50 млн рублей. Также были присвоены 500 тысяч долларов США, перечисленные покупателем за здание на улице Перерва. Васильев вину не признал.